# Theofron Munktell

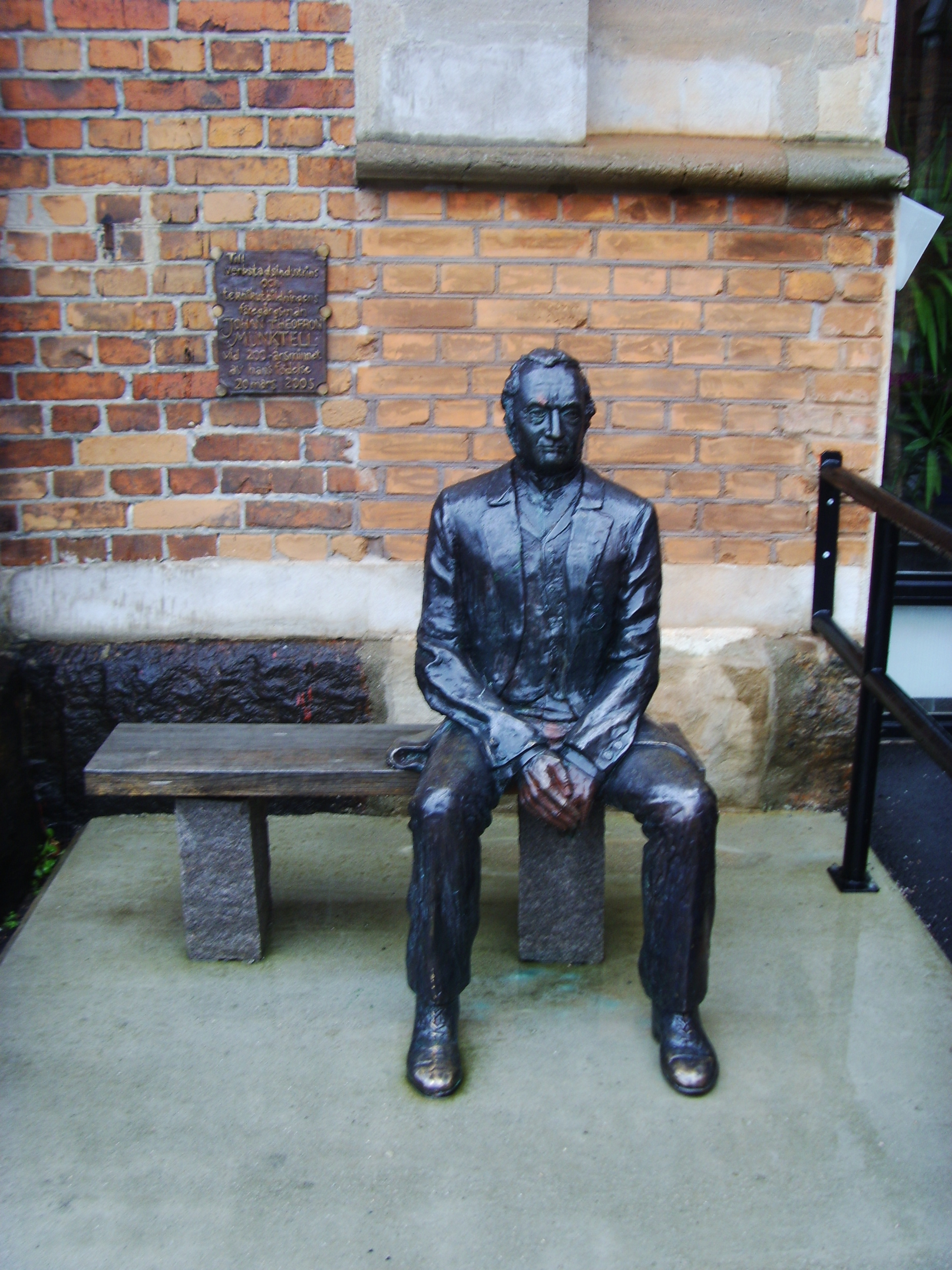
Staty i Eskilstuna.

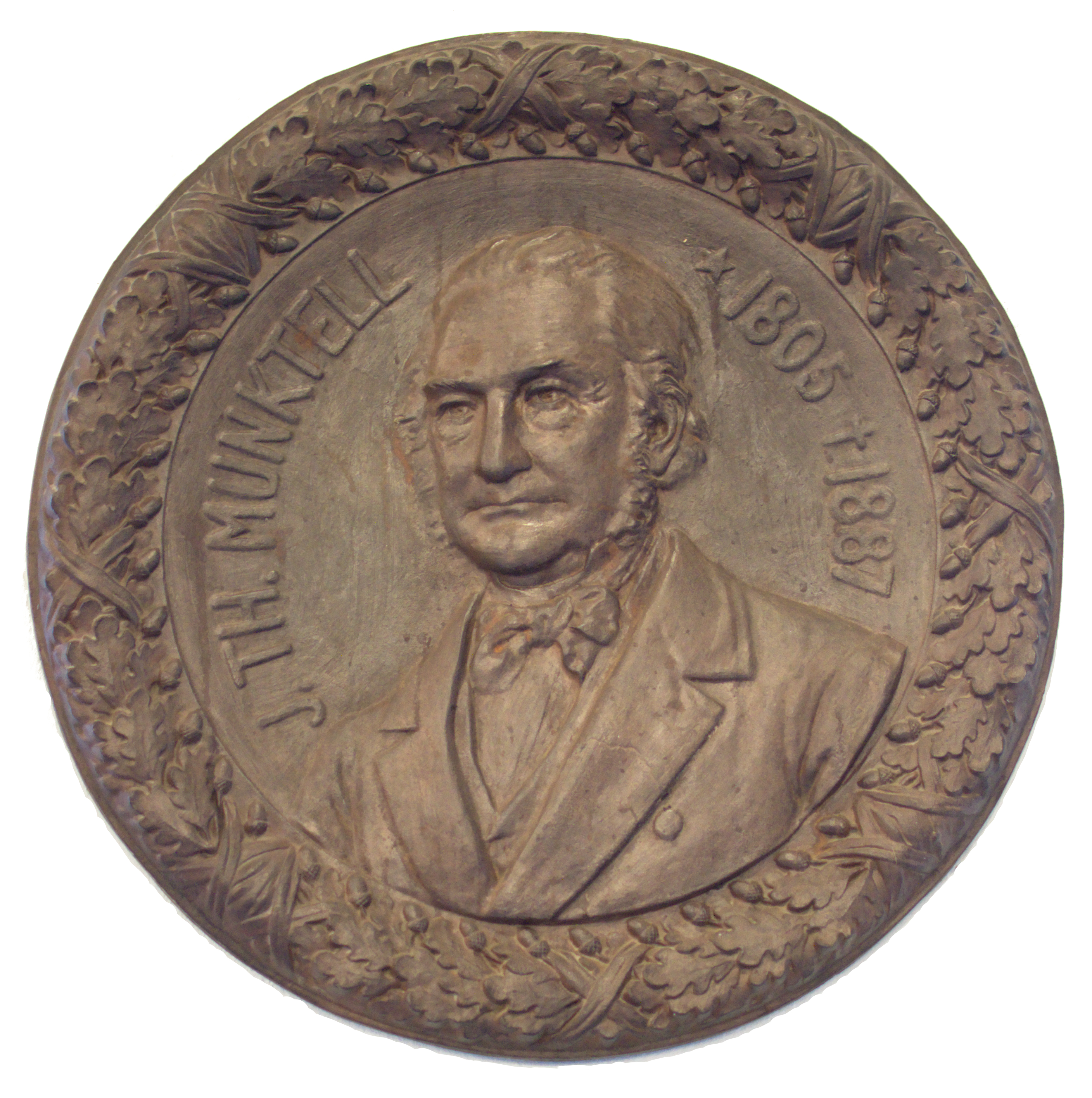
J. Th. Munktell på väggen i Eskilstuna stadsmuseum.

Johan Theofron Munktell, född 20 mars 1805 i Kärrbo, död 2 juli 1887 i Eskilstuna, var en svensk industriman och konstruktör. 

## Biografi
Theofron Munktell var son till prosten Johan Fredrik Muncktell och Christina Charlotta Nohrborg. Han gick i lära hos industrimannen Gustaf Broling i Stockholm, som vid den här tiden räknades som en av de bästa metallurgerna i Sverige. Då Munktell var 17 år gammal blev han anställd vid Kungliga Myntverket, där han 1826–32 var verkmästare och var ansvarig för att utveckla nya myntpräglingssmaskiner. Från 1828 hade han även ledningen för det av Broling i Stockholm anlagda gjutstålsverket, tills detta 1837 måste nedläggas. Det var under den här tiden hans intresse för ångmaskiner föddes. På fritiden utvecklade han Sveriges första tryckpress åt Aftonbladet. Detta gjorde att han uppmärksammades i industrikretsar och lockades till Eskilstuna.
Munktell var en nyskapande person som var med om att föra Sverige in i den industriella tidsåldern. År 1832 bildade han Munktells Mekaniska Verkstad i Eskilstuna, och sedan han 1835 med understöd av allmänna medel företagit en resa för att studera den engelska järnindustrin, utvidgades detta etablissemang till ett större ”mekaniskt faktori”, som 1859 utvidgades genom anläggningen av Klosterströms gjuteri.
Bland Munktells tillverkningar, vilka vann högt anseende och prisbelöntes såväl inom som utom Sverige, märks ångverk till de stora industrigrenarnas bruk, det första i Sverige byggda järnvägslokomotivet, de första inhemska maskinerna för gevärstillverkning i större skala, kupolen till observatoriet i Uppsala samt maskiner till Sörstafors trämassefabrik, vilken anläggning 1869–71 kom till stånd huvudsakligen genom hans medverkan.
I syfte att motverka brännvinssuperiet anlade Munktell 1853 ett större ölbryggeri i Eskilstuna. Han var mycket verksam till stadens bästa, särskilt i fråga om byggandet av Eskilstuna kanal (1855–60). År 1836 erhöll han direktörs titel, blev 1865 ledamot och 1884 hedersledamot av Lantbruksakademien samt hedrades 1869 med akademins stora medalj i guld. År 1884 blev han ledamot av Vetenskapsakademien.
Munktell var gift med Fredrika Wilhelmina Hjertstedt. Deras son Nils Thorsten Theofron Munktell var provinsialläkare i Örebro, och hans son var Theofron Muncktell och dotter var konstnären Elsa Munktell-Kylberg.